# Nágaföld
Nágaföld India egyik állama. Északkeleten található.

## Történelem
Az államot 1963. december 1-jén hozták létre.
2004. október 2-án Asszámban és Nágaföldön 2 bombatámadást hajtottak végre, amelyben 57 fő vesztette életét. A szeparatista United Liberation Front of Asom és a National Democratic front of Boroland vállalta a merényletekért a felelősséget.

## Lakosság
Etnikai csoportok:
- Nága: 83,6%
- Assamesi: 11,5%
- Chin: 2,5%
- Bengáli: 0,8%
- egyéb: 1,6%

Vallás:
- Keresztény: 87,5% (ebből 60% baptista)
- Hindu: 10,1%
- Muzulmán: 1,7%